# Chaetonotus persetosus
Chaetonotus persetosus är en djurart som tillhör fylumet bukhårsdjur, och som beskrevs av Carl Zelinka 1889. Chaetonotus persetosus ingår i släktet Chaetonotus och familjen Chaetonotidae. Arten är reproducerande i Sverige. Inga underarter finns listade i Catalogue of Life.